# Дымонт, Карина Эдуардовна
Карина Эдуардовна Дымо́нт (род. 28 октября 1972) — российская актриса театра и кино, телеведущая, заслуженная артистка России (2003).

## Биография
Карина Дымонт родилась 28 октября 1972 года в городе Львове.
Занималась в детской студии при ЦКИ «Меридиан». В школьные годы не планировала по жизни заниматься театром, но в старших классах всё-таки решила поступить в театральный.
В 1993 году Карина с отличием закончила актерский факультет РАТИ (ГИТИС), курс Ирины Ильиничны Судаковой. За год до выпуска Карина начала работать в Театре на Юго-Западе под руководством Валерия Беляковича. Первой ролью актрисы в театре была Джульетта («Ромео и Джульетта»).
Следующие несколько лет Карина была занята в спектаклях: «Мастер и Маргарита» (Гелла), «Слуга двух господ» (Клариче), «Гамлет» (Офелия), «Священные чудовища» (Лиан), «Три цилиндра» (Паула), «Макбет» (Мальчик), «Дракон» (Подруга Эльзы), «Сон в летнюю ночь» (Гермия), «J.Gay-Opera.ru» (Полли) и др.
В 2003 году Карине Дымонт присвоено звание «Заслуженный артист Российской Федерации».
Во многих последующих постановках В. Беляковича Карина Дымонт исполняет главные роли: Помпонина в «Куклах», Вильгельмина Мюррей в «Дракуле», Мирандолина в «Карнавальной шутке» (по мотивам пьесы К.Гольдони «Трактирщица»), Нина Заречная в «Чайке», Она в «Аккордеонах». Также Карина принимает участие в постановках О. Леушина.
Сейчас Карина исполняет как главные роли, так и роли второго плана.

## Признание и награды
«Заслуженный артист Российской Федерации» (2003)

## Творчество

### Театр на Юго-Западе

#### Роли текущего репертуара
- «Сон в летнюю ночь» Уильям Шекспир — фея
- «Игра в Наполеона» Стефан Брюлотт — графиня Мария Валевска
- «Гитары» В.Беляковича, музыкально-поэтическая композиция
- «Любовь и голуби» В.Гуркина — Раиса Захаровна
- «Дураки» Н.Саймона, неправдоподобная история — Софья Зубрицкая
- «Люди и Джентльмены» Э. Де Филиппо — Виола
- «Аккордеоны» В.Белякович (музыкально-танцевальное представление) — Она
- «Чайка» А. Чехов — Аркадина
- «Комната Джованни» инсценировка В.Беляковича по мотивам романа Дж. Болдуина — Хелла
- «Карнавальная шутка» В.Белякович по мотивам пьесы К.Гольдони «Трактирщица» — Мирандолина
- «Дракула» по мотивам романа Брэма Стокера — Вильгельмина Мюррей
- «Куклы» В. Белякович по мотивам пьесы Хасинто Грау «Сеньор Пигмалион» — Кукла Помпонина
- «Даёшь Шекспира!» В.Беляковича по мотивам комедии У. Шекспира «Два веронца» — Козетта, служанка Сильвии
- «Самоубийца» Николай Эрдман — Цыганка
- «Dostoevsky-Trip»  Владимир Сорокин — Настасья Филипповна
- «Мастер и Маргарита» М. А. Булгаков — Маргарита
- «Собаки» Константин Сергиенко— Жу-жу, немая собака
- «Встреча с песней» театральный капустник Валерия Беляковича

#### Проект «Арт-кафе»
- «Москва-Петушки», экзистенциальная симфония в прозе В. Ерофеева, режиссёр Олег Анищенко, 2013—2016 гг.
- «Москва-Венеция. Транзит», Творческий вечер Бориса Мирзы, режиссёр Олег Анищенко, 2016 год
- «Разговоры о короткометражном кино» (творческая мастерская), режиссёр Олег Анищенко, 2015 год
- «…А превратились в белых журавлей», литературно-музыкальная композия, посвящённая 70-летию Победы, режиссёр Олег Анищенко, 2015 год
- «Новые романтики», фантасмагория-посвящение А.Селину, 2015 год
- «Человек и вечность», философская шутка, А.Курейчик, режиссёры Олег Анищенко и Михаил Белякович, 2013 год
- «Червонный валет», литературно-музыкальная композиция по стихам Марины Цветаевой, 2013—2015 гг.
- «Импровизационный батл», импровизация, осенний турнир 2016

#### Роли прежнего репертуара
- «Сентенция», Спектакль-бенефис по мотивам пьесы Я. Стельмаха «Синий автомобиль», режиссёр Николай Ломтев
- «J.Gay-Opera.ru» — В.Белякович по мотивам пьес Д.Гэя и Б. Брехта — Полли
- «Анна Каренина-2» — О.Шишкин (фантазия на тему) — Молва
- «Гамлет» Уильям Шекспир — Офелия
- «Дракон» Евгений Шварц — Подруга Эльзы
- «Маугли» Редьярд Киплинг (совместный проект с Театром «Я сам Артист») — Багира
- «Мастер и Маргарита» — Фрида и Курьер «Сверхмолния», Гелла
- «Макбет» У. Шекспир — Мальчик
- «Ромео и Джульетта» Уильям Шекспир — Джульетта
- «Священные чудовища» Жан Кокто — Лиан
- «Слуга двух господ» К. Гольдони— Клариче
- «Сон в летнюю ночь» Уильям Шекспир — Гермия
- «Три сестры» Антон Чехов— Ирина
- «Три цилиндра» — Мигель Миура (музыкальный спектакль) — Паула

#### Вводы
- 1981 — «Дракон» Евгений Шварц — Мальчик и Эльза (1-я версия)
- 1995 — «Ад — это другие» А. Камю, Ж.-П. Сартр — Инес и Марта
- 1984 — «Самозванец (пьеса)» Лев Корсунский — Учительница и Лена
- 1996 — «Страсти по Мольеру» по мотивам Ж.-Б. Мольера — Элиза и Николь (возобновление 1999 г.)
- 1987 — «Дураки (пьеса)» Нил Саймон — Янка
- 1999 — «Щи (пьеса)» Владимир Сорокин — Посудомойка Тефтеля Заячья
- Участвовала в спектакле «Трилогия»

### Московский драматический театр им. К. С. Станиславского
- «Последняя ночь Дон Жуана», Э.Шмитта, режиссёр Валерий Белякович — Анжелика де-Шифревиль
- «Мастер и Маргарита» М. А. Булгаков, режиссёр режиссёр Валерий Белякович — Маргарита

### Фильмография
- 1991 — «Чернобыль: Последнее предупреждение» (США, СССР) — Катя
- 1997 — «Новогодняя История»
- 1997 — «Окно с широким обзором»
- 2001 — «Школа Этуалей»
- 2001 — «Блюстители порока 3»
- 2005 — «Александровский сад»
- 2005 — «Жизнь — поле для охоты»
- 2007 — «След» — Елена Завьялова (80 серия)
- 2007 — «Слуга государев»
- 2009 — «Первая попытка» — сотрудница редакции
- 2010 — «Закон и порядок. Отдел оперативных расследований-4» (телесериал) — Галина Малыгина (15-я серия)
- 2011 — «Пилот международных авиалиний» — врач
- 2012 — «Бигль» (телесериал) — Антонина Вяльцева (19-я серия)
- 2014 — «Склифосовский», 4 сезон

### Телевидение
- Игровая программа «12,5 Кресел»
- Ведущая детской передачи «Ку-Ко-Ня»[3]
- Документальный фильм «Жены декабристов»
- Документальный цикл «Тайны XX века»
- Программа «Территория призраков»

### Озвучка компьютерных игр
- 2016 — League of Legends - Камилла
- 2016 — Overwatch - Симметра
- 2018 — Shadow of the Tomb Raider
- 2018 — Кровная вражда: Ведьмак. Истории - Мэва
- 2020 — Call of Duty: Black Ops Cold War - Хелен Парк
- 2020 — Cyberpunk 2077 - Гвадалупе Алехандра Уэллс